# Championnat d'Europe de patinage artistique 1926
Navigation
Édition précédente Édition suivante
Le championnat d'Europe de patinage artistique 1926 a lieu à la patinoire extérieure de Davos en Suisse.

## Podium
| Épreuves                      | Or          | Argent          | Bronze           |
| ----------------------------- | ----------- | --------------- | ---------------- |
| Messieurs résultats détaillés | Willy Böckl | Otto Preißecker | Georges Gautschi |

## Tableau des médailles
| Rang  | Nation   | Or | Argent | Bronze | Total |
| ----- | -------- | -- | ------ | ------ | ----- |
| 1     | Autriche | 1  | 1      | 0      | 2     |
| 2     | Suisse   | 0  | 0      | 1      | 1     |
| Total | Total    | 1  | 1      | 1      | 3     |

## Détails de la compétition Messieurs
| Rang | Nom                  | Nation      | Places | Points | Fig. impo. | Prog. libre |
| ---- | -------------------- | ----------- | ------ | ------ | ---------- | ----------- |
| 1    | Willy Böckl          | Autriche    |        |        |            |             |
| 2    | Otto Preißecker      | Autriche    |        |        |            |             |
| 3    | Georges Gautschi     | Suisse      |        |        |            |             |
| 4    | John Page            | Royaume-Uni |        |        |            |             |
| 5    | Gunnar Jakobsson     | Finlande    |        |        |            |             |
| 6    | Robert Van Zeebroeck | Belgique    |        |        |            |             |
| 7    | Hugo Distler         | Autriche    |        |        |            |             |
| 8    | Artur Vieregg        | Allemagne   |        |        |            |             |